# 櫻橋
櫻橋，位在台灣台中市中區台灣大道與綠川東、西街，是跨越綠川的拱形橋樑，興建於日治時代大正4年（1915年）。2018年整治綠川時復原舊觀。

## 沿革
根據文史資料，櫻橋興建於日治時代大正4年（1915年），是「櫻橋通（即台灣大道）」跨越綠川的橋樑。原以為台灣大道拓寬改建時消失，但在綠川整治工程時重見天日，代表中區都市變遷與發展的軌跡，因此市府將其完整保留。

## 外部連結
- 綠川百年櫻橋重見天日 遊客驚豔 （页面存档备份，存于）